# USS Darby (DE-218)
USS Darby (DE-218) là một tàu hộ tống khu trục lớp Buckley được Hải quân Hoa Kỳ chế tạo trong Chiến tranh Thế giới thứ hai. Tên nó được đặt theo Thiếu úy Hải quân Marshall E. Darby Jr. (1918-1941), người từng phục vụ trên thiết giáp hạm Oklahoma (BB-37) và đã tử trận trong cuộc tấn công Trân Châu Cảng ngày 7 tháng 12, 1941. Nó đã phục vụ cho đến khi chiến tranh kết thúc, xuất biên chế năm 1947, nhưng được huy động trở lại trong giai đoạn từ năm 1950 đến khoảng năm 1968. Cuối cùng con tàu bị đánh chìm như một mục tiêu vào năm 1970. Darby được tặng thưởng hai Ngôi sao Chiến trận do thành tích phục vụ trong Thế Chiến II.

## Thiết kế và chế tạo
Những chiếc thuộc lớp tàu hộ tống khu trục Buckley có chiều dài chung 306 ft (93 m), mạn tàu rộng 37 ft 1 in (11,30 m) và độ sâu mớn nước khi đầy tải là 11 ft 3 in (3,43 m). Chúng có trọng lượng choán nước tiêu chuẩn 1.400 tấn Anh (1.400 t); và lên đến 1.740 tấn Anh (1.770 t) khi đầy tải. Hệ thống động lực bao gồm hai turbine hơi nước General Electric công suất 13.500 mã lực (10.100 kW), dẫn động hai máy phát điện công suất 9.200 kilôwatt (12.300 hp) để vận hành hai trục chân vịt;  công suất 12.000 hp (8.900 kW) cho phép đạt được tốc độ tối đa 23 kn (26 mph; 43 km/h), và có dự trữ hành trình 6.000 nmi (6.900 mi; 11.000 km) khi di chuyển ở vận tốc đường trường 12 kn (14 mph; 22 km/h).
Vũ khí trang bị bao gồm ba pháo 3 in (76 mm)/50 cal trên tháp pháo nòng đơn có thể đối hạm hoặc phòng không, một khẩu đội 1,1 inch/75 caliber bốn nòng và tám pháo phòng không Oerlikon 20 mm. Vũ khí chống ngầm bao gồm một dàn súng cối chống tàu ngầm Hedgehog Mk. 10 (có 24 nòng và mang theo 144 quả đạn); hai đường ray Mk. 9 và tám máy phóng K3 Mk. 6 để thả mìn sâu. Khác biệt đáng kể so với lớp Evarts dẫn trước là chúng có thêm ba ống phóng ngư lôi Mark 15 21 inch (533 mm). Thủy thủ đoàn đầy đủ bao gồm 186 sĩ quan và thủy thủ.
Darby được đặt lườn tại Xưởng hải quân Philadelphia ở Philadelphia, Pennsylvania vào ngày 22 tháng 2, 1943. Nó được hạ thủy vào ngày 29 tháng 5, 1943; được đỡ đầu bởi bà M. E. Darby, mẹ Thiếu úy Darby, và nhập biên chế vào ngày 15 tháng 11, 1943 dưới quyền chỉ huy của Hạm trưởng, Trung tá Hải quân David Dean Humphreys.

## Lịch sử hoạt động

### 1944 - 1947
Khởi hành từ Philadelphia vào ngày 19 tháng 1, 1944, Darby được điều động sang khu vực Mặt trận Thái Bình Dương để làm nhiệm vụ hộ tống vận tải tại khu vực Bora Bora, quần đảo Society và Espiritu Santo, New Hebrides. Nó đi đến Guadalcanal vào ngày 20 tháng 3, và hoạt động cùng Lực lượng Đặc nhiệm 31 tại khu vực quần đảo Solomon cho đến ngày 23 tháng 7, và đã từng tham gia hỗ trợ cho cuộc đổ bộ lên Emirau vào ngày 10 tháng 4. Nó sau đó hoạt động hộ tống vận tải tại các khu vực Guadalcanal, Eniwetok, New Hebrides, Manus và Majuro. Sau một đợt đại tu ngắn tại Trân Châu Cảng từ ngày 8 đến ngày 24 tháng 10, nó tiếp tục phục vụ hộ tống vận tải đi lại giữa Guam và Eniwetok cho đến giữa tháng 11.
Vào ngày 15 tháng 11, Darby tham gia tuần tra chống tàu ngầm ngoài khơi Ponape, rồi bắn phá mục tiêu đối phương tại quần đảo Tanga trước khi rút lui về Eniwetok. Nó lại lên đường ba ngày sau đó, đi ngang qua Kwajalein, Guadalcanal và Manus để thực hành huấn luyện tại vịnh Milne, New Guinea từ ngày 7 đến ngày 26 tháng 12 nhằm chuẩn bị cho cuộc đổ bộ lên vịnh Lingayen, Philippines.
Khởi hành từ Manus vào ngày 2 tháng 1, 1945, Darby hộ tống các tàu vận tải đi sang vịnh Lingayen, Luzon để vận chuyển lực lượng tăng viện đến các bãi đổ bộ. Đến nơi vào ngày 11 tháng 1, nó tiếp tục hoạt động tuần tra và hộ tống tại khu vực cho đến ngày 28 tháng 2, khi nó lên đường đi Ulithi để gia nhập một đoàn tàu vận tải vận chuyển lực lượng đến Iwo Jima. Đi đến ngoài khơi hòn đảo này vào ngày 18 tháng 3, nó ở lại ngoài khơi để tuần tra cho đến ngày 27 tháng 3, khi nó khởi hành hộ tống một đoàn tàu đi Eniwetok. Con tàu tiếp tục hành trình đi Trân Châu Cảng để được sửa chữa, đến nơi vào ngày 12 tháng 4.
Khi Nhật Bản chấp nhận đầu hàng vào ngày 15 tháng 8 giúp kết thúc cuộc xung đột, Darby vẫn đang thực hành huấn luyện tại khu vực quần đảo Hawaii. Nó lên đường vào ngày 29 tháng 8 để đi San Francisco với hành khách là những cựu chuyến binh hồi hương sau chiến tranh. Sau khi được đại tu, con tàu lên đường đi sang vùng bờ Đông, đi đến New York vào ngày 15 tháng 12, và tiếp tục đi đến New London, Connecticut vào ngày 8 tháng 1, 1946. Nó thực hành huấn luyện và tập trận từ New London cho đến ngày 16 tháng 1, 1947, khi nó lên đường đi Charleston, South Carolina, nơi nó được cho xuất biên chế vào ngày 28 tháng 4, 1947 và được đưa về Hạm đội Dự bị Đại Tây Dương.

### 1950 - 1962
Sau khi cuộc Chiến tranh Triều Tiên bùng nổ vào tháng 6, 1950 làm gia tăng nhu cầu về tàu chiến, Darby được cho nhập biên chế trở lại vào ngày 24 tháng 10, và đến ngày 14 tháng 5, 1951 đã đảm nhiệm vai trò soái hạm cho Hải đội Hộ tống 8 vừa mới được thành lập, và đặt cảng nhà tại Norfolk, Virginia. Nó đi vào xưởng tàu tại Newport News, Virginia vào ngày 19 tháng 6 để bổ sung vũ khí chống ngầm, rồi thực hành huấn luyện tại khu vực Đại Tây Dương và vùng biển Caribe. Nó đã phục vụ như tàu huấn luyện cho Trường Sonar Hạm đội tại Key West, Florida từ ngày 4 tháng 4 đến ngày 12 tháng 7, 1952, và trong giai đoạn từ ngày 26 tháng 8 đến ngày 11 tháng 10, 1952 đã lên đường tham gia cuộc Tập trận Mainbrace của Khối NATO, đồng thời viếng thăm Firth of Forth và Rosyth, Scotland cũng như Kristiansand, Na Uy.
Quay trở về Hoa Kỳ, Darby luân phiên hoạt động cùng Trường Sonar Hạm đội tại Key West và huấn luyện tại khu vực Virginia Capes; nó cũng thực hiện một chuyến đi thực tập dành cho học viên sĩ quan vào mùa Hè năm 1954, viếng thăm Dublin, Ireland và Portsmouth, Anh. Từ ngày 28 tháng 1 đến ngày 25 tháng 4, 1958, nó đã viếng thăm Trinidad và Rio de Janeiro trong khuôn khổ chuyến đi khảo sát đảo Ascension, liên quan đến nhiệm vụ theo dõi thử nghiệm phóng tên lửa tại khu vực Nam Đại Tây Dương. Vào ngày 23 tháng 2, 1959, con tàu được điều về trực thuộc Quân khu 5 Hải quân để hoạt động như tàu huấn luyện cho nhân sự thuộc Hải quân Dự bị Hoa Kỳ tại Baltimore, Maryland. Những chuyến đi huấn luyện dự bị diễn ra dọc theo vùng bờ Đông và đến Puerto Rico, kéo dài cho đến năm 1962.
Lúc khoảng 20 giờ 00 ngày 19 tháng 3, 1960, Darby gặp tai nạn va chạm với chiếc tàu buôn Thụy Điển SS Soya Atlantic trong vịnh Chesapeake. Hai quân nhân dự bị đã thiệt mạng cùng 13 người khác đã bị thương trong tai nạn này.
Khi xảy ra vụ khủng hoảng do Liên Xô ra tối hậu thư đòi rút quân đội chiếm đóng Đồng Minh khỏi Tây Berlin vào năm 1961, Darby lại được cho nhập biên chế trở lại vào tháng 10, 1961. Tuy nhiên sau khi tình hình được cải thiện, con tàu láu được cho xuất biên chế vào tháng 8, 1962 và tiếp tục vai trò huấn luyện dự bị tại Baltimore. Nó từng được huy động vào việc vận chuyển lực lượng và tiếp liệu sang Việt Nam vào tháng 1, 1967. Cuối cùng nó cũng được cho rút tên khỏi danh sách Đăng bạ Hải quân vào ngày 23 tháng 9, 1968, rồi bị đánh chìm như một mục tiêu ngoài khơi Vieques, Puerto Rico vào ngày 24 tháng 5, 1970.

## Phần thưởng
Darby được tặng thưởng hai Ngôi sao Chiến trận do thành tích phục vụ trong Thế Chiến II.
|  |             | Bronze star · Bronze star |
|  | Bronze star |                           |

| Huân chương Viễn chinh Hải quân      | Huân chương Chiến dịch Hoa Kỳ                                   | Huân chương Chiến dịch Châu Á-Thái Bình Dương với 2 Ngôi sao Chiến trận |
| Huân chương Chiến thắng Thế Chiến II | Huân chương Phục vụ Phòng vệ Quốc gia với 1 Ngôi sao Chiến trận | Huân chương Giải phóng Philippine (Philippine)                          |